# Justynówka (gmina Mejszagoła)
Justynówka, Justynówka Mielkowska (lit. Justiniškės) – kolonia na Litwie, w okręgu wileńskim, w rejonie wileńskim, w gminie Mejszagoła, przy drodze krajowej 108.

## Historia
W dwudziestoleciu międzywojennym zaścianek leżący w Polsce, w województwie wileńskim, w powiecie wileńsko-trockim, w gminie Mejszagoła. W 1931 miejscowość liczyła 6 mieszkańców, zamieszkałych w 1 budynku.
Po II wojnie światowej w granicach Związku Sowieckiego. Od 1991 na niepodległej Litwie.